# Operacija Spaljena zemlja
Operacija Spaljena zemlja operacija je Hrvatske vojske na Južnom bojištu izvedena u svibnju i lipnju 1992. godine.
Nakon Operacije Spaljena zemlja, uslijedile su prije kraja 1992. godine Operacije Konavle i Operacije Vlaštica, kojima je oslobođeno preostalo područje na krajnjem jugu Hrvatske.

## Vojne postrojbe koje su sudjelovale
- 1. gardijska brigada "Tigrovi"
- 4. gardijska brigada "Pauci"
- 156. brigada HV
- 145. brigada HV
- 163. brigada HV (dubrovačka)

## Cilj operacije
Nakon što se od rane jeseni 1991.  Dubrovnik našao se u okruženju JNA, crnogorskih doborovoljaca i postrojbi Srba iz istočne Hercegovine, cijela okolica Dubrovnika, kao i sva hrvatska mjesta južno od poluotoka Pelješca bila su okupirana i spaljena, a stanovništvo uglavnom protjerano i poubijano.
Cilj je bio da 1. i 4. gardijska brigada, uz potporu topničke grupe i Mornaričkog odreda Pelješac, te uz suradnju domicilne 163. i dijelova 145. i 156. brigade deblokiraju Pelješac s kopnene strane i oslobode Dubrovačko primorje sjeverno od Dubrovnika, čime bi se osigurala kopnena veza s Dubrovnikom.

## Tijek operacije
Napadnom akcijom „Spaljena zemlja“ je nakon njenog početka 18. svibnja prvo deblokiran je Pelješac (20.V.) i oslobođena je okolica Dubrovnika: selo Čepikuće (21.V.), Slano (25.V.), i cijelo Dubrovačko primorje – Mokošica, Brgat, Bosanka, Rijeka dubrovačka i Župa dubrovačka (do 26.V.). Hrvatske postrojbe su oslobodile također i susjedni dio Istočne Hercegovine s velikim hrvatskim selom Ravno (30.V.). Nakon što su se Hrvatske snage sa sjevera približile Dubrovniku, iz grada su krenule snage dubrovačke 163. brigade HV i specijalne snage MUP-a; koje 26. svibnja ulaze u Novu Mokošicu te oslobađaju Zaton i Orašac i Osojnik, te prostor do Grabovice, kao i Župu dubrovačku, Brgat, Postranje i Plat, čime su srpske strane odmaknute od samog Dubrovnika, izuzev na prostoru od Golubova kamena do Ivanice.
Srpske snage su napredovanju hrvatskih snaga pružale snažan otpor, te se bilježi da je samo 27. svibnja 1992. godine poginulo 7 pripadnika 1. brigade HV, po jedan pripadnik 4. brigade HV i 115. brigade HV, te jedan pripadnih hrvatske Civilne zaštite.

## Vanjske poveznice
- "Na Osojniku obilježena 24. obljetnica deblokade Dubrovnika" , Dubrovnik.net, 2016.
- TV Kalendar "Operacija Spaljena zemlja", 18. svibnja 2017. god.